# Krasnogonek oliwkowy
Krasnogonek oliwkowy (Emblema ruficauda) – gatunek małego australijskiego ptaka z rodziny astryldowatych (Estrildidae).

## Systematyka
Gatunek ten bywa umieszczany w rodzaju Neochmia lub w monotypowym rodzaju Bathilda. Wyróżniono trzy podgatunki E. ruficauda:
- E. ruficauda subclarescens – północno-zachodnia i północna Australia.
- E. ruficauda clarescens – północno-wschodnia Australia.
- E. ruficauda ruficauda – takson wymarły, ostatnie obserwacje zanotowano w 1994[7]. Występował we wschodniej Australii.

## Morfologia
CharakterystykaMa czerwoną głowę, zielony wierzch i żółtą stronę spodnią.
Wymiary
- długość ciała: 11–12 cm
- masa ciała: 8,5–13,8 g (podgatunek clarescens)[2]

## Ekologia i zachowanie
BiotopZamieszkuje suche siedliska na sawannach w północno-zachodniej, północnej i północno-wschodniej Australii.
ZachowaniePtak ten jest bardzo towarzyski. Żyje w małych grupach do dwudziestu osobników. Całą grupą szuka pokarmu, pije i nocuje.
PożywienieŻywi się nasionami roślin. W czasie karmienia młodych zjada kwiaty, małe liście i drobne owady.

## Status
Międzynarodowa Unia Ochrony Przyrody (IUCN) od 2012 uznaje krasnogonka oliwkowego za gatunek najmniejszej troski (LC, least concern); wcześniej, od 2000 miał on status „bliski zagrożenia” (NT – near threatened), a od 1994 – status gatunku narażonego (VU – vulnerable). Całkowitą liczebność populacji szacuje się na około 200 tysięcy osobników, w tym około 3500 przedstawicieli podgatunku clarescens; podgatunek ruficauda wymarł, ostatnie potwierdzone obserwacje zanotowano w 1994. Trend liczebności populacji uznaje się za spadkowy.